# Monaco ai Giochi della XV Olimpiade
Monaco partecipò ai Giochi della XV Olimpiade, svoltisi a Helsinki, Finlandia, dal 19 luglio al 3 agosto 1952, con una delegazione di 8 atleti impegnati in due discipline.